# CE Industries
CE Industries a.s. je průmyslový holding zabývající se podnikáním v oblasti železnice, recyklace surovin, strojírenství, energetiky a FMCG. Momentálně[kdy?] holding CE Industries podniká v České republice, Chorvatsku a v Srbsku a působí na trzích střední a jižní Evropy. CE Industries se skládá z dvaceti společností s více než 2500 zaměstnanci. Nejvýznamnějším oborem holdingu je železniční průmysl, který reprezentují česká společnost Vítkovické železniční opravny a chorvatská Đuro Đaković. Dalšími segmenty podnikání jsou odpadové hospodářství, energetika a FMCG.
Společnost CE Industries založil a řídí podnikatel Jaroslav Strnad. Kromě CE Industries založil Jaroslav Strnad i společnost Czechoslovak Group, kterou nyní[kdy?] řídí jeho syn Michal Strnad. Holding sídlí v Praze.

## Historie
Společnost CE Industries vznikla v roce 2018, kdy Jaroslav Strnad odešel z Czechoslovak Group a společnost převedl na syna Michala. CE Industries se od začátku své činnosti zaměřila na železniční dopravu, recyklaci odpadů, strojírenství a FMCG. Ke zmíněným oblastem obchodních zájmů přibyla i divize Opportunities, která se zabývá restrukturalizačními projekty.

## Hlavní obory podnikání CE Industries
Mezi hlavní oblasti podnikání průmyslového holdingu CE Industries se řadí železnice, recyklace surovin, energetika a strojírenství, FMCG – Potraviny a drogerie a divize Opportunities.

## Aktivity na železnici
Hlavní částí podnikání holdingu CE Industries je nákladní železniční doprava. Skupina působí v oblastech jako je železniční přeprava, výroba nákladních vagónů, údržba a servis kolejišť a kolejových vozidel.
Výrobě nákladních železničních vagónů na míru potřebám zákazníků se věnují tradiční chovartské strojírny Đuro Đaković.
Správou železniční vlečky a jejímu pronájmu zákazníkům a poskytováním služby ECM se zabývá společnost Vítkovická doprava Firma navazuje na tradici Vítkovické závodní dráhy založené v druhé polovině 19. století.
Revizními opravami železničních kolejových vozidel i opravami jednotlivých částí nebo dílů se zabývají Vítkovické železniční opravny. Jsou jedinou nově vzniklou společností tohoto typu ve střední Evropě.

### Podrobnosti o chorvatské společnosti Đuro Đaković a její akvizici
V polovině roku 2022 byl oficiálně ukončen proces akvizice chorvatského výrobce vagónů Đuro Đaković. Průmyslníci Jaroslav Strnad a René Matera vstoupili do největší chorvatské strojírny prostřednictvím společnosti DD Acquisition, kde mají rozdělené podíly stejným způsobem, jako při vstupu do Tatry v roce 2013. Skupina CE Industries disponuje 65 procenty, skupina Promet Group 35 procenty.
Společnost Đuro Đaković sídlí ve městě Slavonski Brod v Chorvatsku. Zabývá se především výrobou nákladních vagonů, přičemž minoritní aktivity má i v obranném průmyslu, a kapacita její výroby činí až 1 000 vagónů ročně. Společnost se zabývá také výzkumem, vývojem a konstrukcí vagónů na míru. Může se jednat o cisternové, výsypné, kontejnerové, vysokostěnné vagóny i vagóny na přepravu ocelových svitků. Dalšími činnostmi této společnosti jsou výroba a vývoj vlastních podvozků a přestavba a modernizace vagónů.
Skupina byla založena v roce 1921 a dlouhá léta patřila mezi největší zaměstnavatele ve střední a jihovýchodní Evropě (v 80. letech zaměstnávala více než 17 tisíc lidí). V současnosti[kdy?] zaměstnává okolo 1000 lidí. Před vstupem českého investora měla skupina 730 zaměstnanců.

#### Proces akvizice a jednání s ĐURO ĐAKOVIĆ
O potřebě vstupu strategického investora do Đuro Đaković rozhodla chorvatská vláda v roce 2020 vyhlášením veřejné pozvánky na chorvatské burze k účasti ve výběrovém řízení na pozici strategického investora. Důvodem k prodeji byla neutěšená finanční i odbytová situace společnosti. Podnik měl problémy s likviditou a potřeboval restrukturalizaci.
CE Industries prostřednictvím DD Acquisition zvítězila v konkurenci dalších dvou zájemců především díky příslibu zachování pracovních míst a aktivit skupiny ve všech stěžejních oborech a také jejich výraznému navyšování. Ostatní účastníci předpokládali omezování aktivit a rozprodej majetku.

## Aktivity v oblasti recyklace surovin a odpadů
Další z částí podnikání průmyslového holdingu CE Industries je recyklace surovin a odpadů.
V oblasti zabezpečení výkupu, přepravy, zpracování a třídění recyklovatelných surovin a jejich prodejem v tuzemsku i zahraničí podnikají Zberné suroviny Žilina a.s.
Nakládáním s odpady včetně kapalných odpadnách vod, technologickým čistěním a monitoringem potrebních systémů se věnuje společnost Gutra s.r.o. působící v Mostě a Klášterci nad Ohří.[zdroj?]
V oblasti odpadového hospodářství na území celé České republiky působí společnost Likvidace odpadu CZ. Má střediska v Přelouči a Kopřivnici, kde provozuje chemické čističky odpadních vod.[zdroj?]
Likvidací a recyklací odpadů mimo jiné z automobilového průmyslu se věnuje SPV Recycling CZ. Společnost také zpracovává kovový odpad při přísném dodržování ekologických zásad. Výsledným produktem je surovina vhodná pro další zpracování v ocelárnách strojírenských firem a v hutních podnicích.
Poskytováním služeb ve zpracování odpadů od jejich výkupu, přes zpracování, až po předání do hutí vlastní autodopravou se zabývá VR Morava.

## Aktivity v oblasti energetického strojírenství
CE Industries buduje divizi energetického strojírenství schopnou realizovat komplexní zakázky pro strojírensko-energetický trh.
Do divize energetického strojírenství patří tyto společnosti (podrobnosti v samostatných profilech):
- Chemcomex, založena v roce 1996, v holdingu od roku 2021.[18] Česká inženýrsko-dodavatelská strojírenská společnost zaměřující se na realizaci projektů v oblasti jaderné a klasické energetiky, zpracování radioaktivních odpadů a dalších odvětvích.
- MICo založena v roce 1993, v holdingu od roku 2022.[19] Česká strojírenská společnost zaměřující se na konstrukci a výrobu technologických komponentů pro jadernou a klasickou energetiku, chemický a potravinářský průmysl a další oblasti.
- MICo servis založena v roce 2006, v holdingu od roku 2022.[20] Česká strojírenská společnost specializujíce se na vývoj, výrobu a montáž těsnění pro primární a sekundární okruh jaderných elektráren s koncepcí VVER.

## Aktivity v oblasti FMCG
Skupina CE Industries podniká také v oblasti rychloobrátkového zboží, konkrétně v potravinářství a spotřebitelské chemii.
Výrobě tekutých detergentů, práškových detergentů, čisticích prostředků pro domácnosti i výrobou PET obalů se věnuje srbský výrobce BEOHEMIJA.

### Koupě BEOHEMIJA
BEOHEMIJA měla v roce 2020 tržby 23 milionů eur (asi 584 milionů korun) a provozní zisk EBITDA necelých pět milionů eur (zhruba 127 milionů korun). Firma zaměstnává více než 200 lidí a sídlí v Bělehradě. I přes rentabilnost byla společnost zadlužená, kvůli čemuž původní majitel hledal nového strategického investora, kterým se stal holding CE Industries. Podle vyjádření představitelů Hospodářské komory Srbska bude kapitálový vstup české společnosti CE Industries příležitostí jak posílit postavení Beochemija na úroveň nadnárodních společností a nasměrovat srbskou firmu na globální mapu průmyslové oblasti detergentů a domácí chemie. Původní vlastník a nový majitel CE Industries se dohodli, že cenu transakce nebudou zveřejňovat.
Součástí CE Industries je také fulnecká společnost Heinz Food, která je velkoobchodník a výrobce zdravé výživy a cukrovinek. Jejich odbyt je zajištěn na eshopu 4slim společnosti Kaumy. Společně mají Kaumy a Heinz Food více než 100 zaměstnanců.

## Aktivity v oblasti Opportunities
Ve výrobním portfoliu společnosti Vítkovice Machinery Trade jsou tlusté ocelové plechy, tvarové výpalky a polotovary, které se z nich následně tvoří. Společnost se také zabývá ohýbáním, svařováním, tepelným zpracováním v plynových pecích a řezáním kovových dílů do hmotnosti 60 tun.